# Ranunculus hostiliensis
Ranunculus hostiliensis är en ranunkelväxtart som beskrevs av Sandro Alessandro Pignatti. Ranunculus hostiliensis ingår i släktet ranunkler, och familjen ranunkelväxter. Inga underarter finns listade i Catalogue of Life.